# Hans Hermann Reschke
Hans Hermann Reschke (* 27. Februar 1933 in Hamburg) ist ein deutscher Manager und hessischer Politiker (CDU).

## Ausbildung und Beruf
Nach dem Studium der Rechtswissenschaften 1953–1956 in Freiburg im Breisgau, Hamburg und Heidelberg machte Reschke 1957 bis 1960 die Referendarausbildung in Mannheim und Hamburg. Nach dem zweiten Staatsexamen arbeitete er von 1961 bis 1964 bei der Deutschen Bank in Mannheim und zwischen 1964 und 1974 beim Norddeutschen Lloyd/Hapag-Lloyd AG in Bremen und Hamburg als Leiter Finanzen und Rechnungswesen und ab 1972 als stellvertretendes Vorstandsmitglied.
1974 wechselte Reschke zur damaligen Deutschen Bundesbahn in Frankfurt, wo er 1977 bis 1982 als Finanzvorstand agierte.
In den Jahren 1982 bis 1999 war Reschke Persönlich haftender Gesellschafter der Privatbank B. Metzler seel. Sohn & Co. KGaA in Frankfurt, bis er 2000 in den Gesellschafterausschuss wechselte. Seit 2003 ist er stellvertretender Vorsitzender des Aufsichtsrats des Bankhauses Metzler.
Hans Hermann Reschke ist evangelisch, verheiratet und hat zwei erwachsene Kinder.

## Politik
Hans Hermann Reschke ist Mitglied der CDU und war von 2000 bis 2018 Landesschatzmeister der hessischen CDU.
2004 war er Mitglied der 12. Bundesversammlung, 2009 Mitglied der 13. Bundesversammlung.
1999–2000 war er Mitglied der Regierungskommission „Verkehrsinfrastrukturfinanzierung“.

## Sonstige Ämter
Hans Hermann Reschke war von 2005 bis 2010 Mitglied des Aufsichtsrates von Eintracht Frankfurt.
Von 1988 bis 2003 war er Vorstand des Arbeitskreises Evangelischer Unternehmer e. V. und ist dort seit 2003 Vorsitzender des Kuratoriums.
Seit 1984 ist er Mitglied im Stiftungsrat der Stiftung Marktwirtschaft.
Er setzte sich für die Schirn Kunsthalle Frankfurt, das Holzhausenschlösschen, das Frankfurter Ballett und die Deutsche Sporthilfe ein.
Reschke ist Aufsichtsrat der Cool Chain Group AG sowie Ehrenvorsitzender des Aufsichtsrats der Castell-Bank.

## Ehrungen
- 2005 erhielt Hans Hermann Reschke für seine Verdienste das Bundesverdienstkreuz. Am gleichen Tag – aber aufgrund eigenständiger Leistungen – erhielt auch seine Frau, Barbara Reschke das Bundesverdienstkreuz.[3]
- 2016 wurde er mit der Alfred-Dregger-Medaille in Gold ausgezeichnet.[4]